# Severočeský krajský přebor 1978/1979
V soubojích Severočeského krajského přeboru 1978/79, jedné ze skupin 4. nejvyšší československé fotbalové soutěže, se utkalo 14 týmů dvoukolovým systémem podzim - jaro. Tento ročník skončil v červnu 1979.

## Výsledná tabulka
Zdroj:
| Poř. | Tým                           | Z  | V  | R  | P  | VG | OG | B  |
| ---- | ----------------------------- | -- | -- | -- | -- | -- | -- | -- |
| 1.   | TJ LIAZ Jablonec „B“          | 26 | 14 | 6  | 6  | 57 | 33 | 34 |
| 2.   | TJ Jiskra Nový Bor            | 26 | 13 | 8  | 5  | 40 | 20 | 34 |
| 3.   | TJ Hejnice                    | 26 | 13 | 7  | 6  | 44 | 28 | 33 |
| 4.   | TJ Neštěmice                  | 26 | 11 | 8  | 7  | 43 | 31 | 30 |
| 5.   | TJ SEBA Velké Hamry           | 26 | 10 | 9  | 7  | 25 | 22 | 29 |
| 6.   | TJ Slovan Kadaň               | 26 | 9  | 10 | 7  | 39 | 34 | 28 |
| 7.   | TJ Slavoj Litoměřice          | 26 | 12 | 3  | 11 | 30 | 37 | 27 |
| 8.   | TJ Slovan Liberec „B“         | 26 | 9  | 6  | 11 | 39 | 38 | 24 |
| 9.   | TJ Dynamo Doksy               | 26 | 9  | 6  | 11 | 27 | 33 | 24 |
| 10.  | TJ Secheza Lovosice           | 26 | 7  | 9  | 10 | 31 | 35 | 23 |
| 11.  | TJ Lokomotiva Louny           | 26 | 8  | 7  | 11 | 43 | 49 | 23 |
| 12.  | TJ VTŽ Chomutov „B“           | 26 | 9  | 5  | 12 | 37 | 51 | 23 |
| 13.  | TJ Spartak Ústí nad Labem „B“ | 26 | 4  | 11 | 11 | 19 | 36 | 19 |
| 14.  | TJ Baník Most „B“             | 26 | 4  | 5  | 17 | 20 | 47 | 13 |

Poznámky:
- Z = Odehrané zápasy; V = Vítězství; R = Remízy; P = Prohry; VG = Vstřelené góly; OG = Obdržené góly; B = Body

|  | Postup do Divize B 1979/80             |
|  | Sestup do příslušné I. A třídy 1979/80 |